# Psałterz św. Kingi

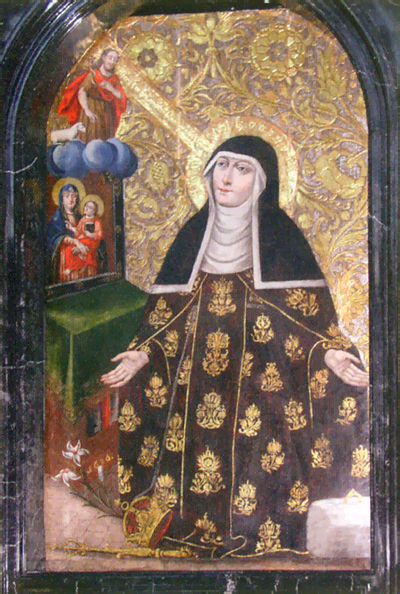
Wizerunek św. Kingi na obrazie w klasztorze klarysek w Starym Sączu.

Psałterz św. Kingi (Psałterz sądecki) –  hipotetyczny średniowieczny przekład Psalmów na język polski, dokonany pod koniec XIII w. w otoczeniu św. Kingi.
Kinga, która ślubowała dziewictwo, po śmierci męża księcia Bolesława Wstydliwego, wstąpiła w 1279 do założonego przez siebie w Starym Sączu klasztoru klarysek. W anonimowym żywocie Vita... sanctae Kyngae ducissae Cracoviensis, ułożonym w latach 1317–1329, zawarta jest informacja, że Kinga miała w zwyczaju przed wyjściem z kościoła odśpiewywać wraz z innymi mniszkami 10 psalmów in vulgari (czyli w języku ludu), przechodząc w ciągu kolejnych dni całość psałterza. Opierając się na tej wzmiance, na przełomie XIX i XX w. Władysław Nehring oraz Aleksander Brückner sformułowali hipotezę, że pod koniec XIII w. istniał przekład psalmów na język polski. Studia porównawcze późniejszych polskich psałterzy wskazują, że mogły one wywodzić się ze wspólnego pierwowzoru. Według tej hipotezy Psałterz puławski zawierałby wersję tekstu bliższą Psałterzowi św. Kingi, zaś Psałterz floriański – bardziej zmodernizowaną. Z tą tradycją przekładu miałoby zerwać dopiero tłumaczenie Walentego Wróbla z 1528.
Jeśli hipoteza o istnieniu polskiego Psałterza potwierdziłaby się, byłby to jeden z najstarszych, najobszerniejszych i najważniejszych średniowiecznych tekstów poetyckich w języku polskim. Współcześnie za najstarszy znany polski wiersz uznawane są dwie pierwsze zwrotki Bogurodzicy, datowane między XII a początkiem XIV w., ale znane dopiero z zapisów z początku XV w.